# Tacaná (wulkan)
Tacaná, Tacina (hiszp. Volcán Tacaná) – stratowulkan w południowo-zachodniej Gwatemali i południowym Meksyku  w łańcuchu wulkanicznym ciągnącym się wzdłuż zachodniego wybrzeża, należącego do gór Sierra Madre de Chiapas. Wznosi się na wysokość 4060 m n.p.m. i jest drugim co do wysokości szczytem Ameryki Centralnej. Stożek wulkanu leży na granicy pomiędzy gminą Tacaná w departamencie San Marcos oraz gminą Cacahoatán należącą do meksykańskiego stanu Chiapas.   

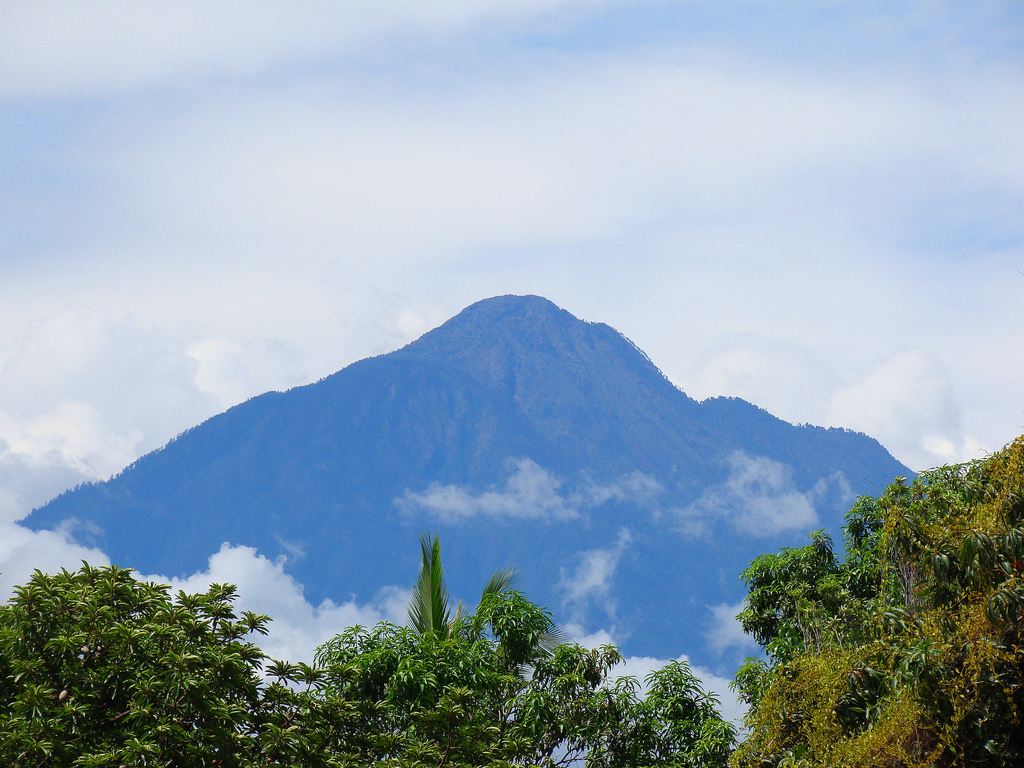
Widok na stożek wulkanu

Ostatnia erupcja wulkanu miała miejsce w roku 1986.  W czasach historycznych wulkan wybuchał jeszcze dwukrotnie w 1878 i w 1948 roku. Według wyników potwierdzonych badaniami w okresie od 9450 roku p.n.e. do 1030 roku n.e. wulkan wybuchał jeszcze co najmniej siedem razy. Erupcje w czasach historycznych nie były bardzo silne. Ostatnią silną erupcja, w której zostały wyrzucone duże ilości materiału piroklastycznego była erupcja w 70 roku n.e. Został wtedy utworzony południowo-zachodni stożek nazywany San Antonio.